# الانتخابات التشريعية السورية 1943
الانتخابات التشريعية في سوريا 1943، هي خامس انتخاباتٍ تُجرى في تاريخ سوريا الحديث (1919، 1928، 1932، 1936، 1943)، وآخر انتخاباتٍ تشريعيةٍ في عهد الانتداب الفرنسي، تمت بعد إعلان الاستقلال عام 1941، ووصفت «بالهامة والمحورية»، وكتبت عنها صحفٌ عديدةٌ بما فيها عربية وعالمية بوصفها «انتصار جديد للديمقراطية في سوريا». أشرفت عليها حكومة عطا الأيوبي (25 آذار/مارس - 17 آب/أغسطس1943) المستقلة والمحايدة.
كان يفترض أن تجرى الانتخابات بُعيْدَ إعلان الاستقلال عام 1941، وقد ضغطت بريطانيا على فرنسا الحرة لإجرائها حتى ساءت العلاقة بين ونستون تشرشل وشارل ديغول على خلفية السياسة الفرنسية في الشرق الأدنى. كانت حجة الإنجليز أن بريطانيا ضمنت استقلال البلدين رسمياً عقب إعلانه مباشرةَ في 8 حزيران/يونيو1941 على يد الجنرال كاترو (الذي أعطي لقب المندوب السامي بعد الغزو الأنجلو-فرنسي لسوريا ولبنان بدلاً من المفوض السامي)، لكن بريطانيا لم تك سليمة الطويّة وكانت لها أطماعها أيضاً. في حزيران/يونيو1942 أثمرت الضغوط استعداداً للدعوة لانتخاباتٍ إلا أن تقدم إرفين رومل في ليبيا وسقوط طبرق المدوي (21 حزيران/يونيو1942) أعطى الممثلية الفرنسية فرصةً للتأجيل مجدداً لأجلٍ غير مسمى؛ وخلال زيارته سوريا ولبنان ما بين آب/أغسطس وأيلول/سبتمبر1942 صرّح ديغول بأن «سوريا ولبنان غير جاهزتين للاستقلال، وأن الحديث عن انتخاباتٍ سابق لأوانه» ما يعني أن فرنسا الحرة لن تتخلى بإرادتها عن انتدابها على الدولتين، بينما -من ناحية القانون الدولي- لم تكن فرنسا الحرة سوى حكومةِ منفىً (أي غير صالحةٍ لتولي مهام الانتداب)، فيما كانت حكومة فيشي انسحبت من عصبة الأمم (مانحة صك الانتداب).
دفع تراجع الخطر الألماني عن قناة السويس عقب معركة العلمين (أوائل تشرين الثاني/نوفمبر1942) وتواصل الضغوط الداخلية والخارجية فرنسا لسياسة المماطلة مجدداً فأعطى كاترو في تشرين الثاني/نوفمبر وعداً بإجراء انتخابات. جاءت الوفاة المفاجئة في 17/ 1/ 1943 للرئيس تاج الدين الحسني (1885 - 1943) (دامت رئاسته من 16 /9 /1941 إلى 17 /1 /1943)، وهو أكبر شخصيةٍ سياسيّةٍ محسوبةٍ على فرنسا في سوريا وقتئذٍ وأبرز منافسٍ للكتلة الوطنية (بعد اغتيال عبد الرحمن الشهبندر) والتي أثيرت فيها شكوك حول الاستخبارات الإنجليزية (قيل بجرعةٍ دواءٍ مضاعفةٍ لكن التقرير الرسمي صرّح بنوبةٍ قلبية) جاءت لتكسر الجمود في الموقف السياسي.
حاول كاترو إقناع هاشم الأتاسي ثم شكري القوتلي زعيمي الكتلة الوطنية كل على حدة بقبول منصب رئاسة الجمهورية وتشكيل الوزارة ففشل، فلجأ للاتفاق مع الكتلة (التنظيم السياسيّ الوحيد تقريباً على الساحة) على إجراء انتخاباتٍ بإشراف وزارةٍ محايدة، وبذلك يستبق الأمور قبل أن تشعل الكتلة الشارع ويجد الإنجليز فرصة تدخلٍ وإمْلاء شروطهم، فأقال -في خرقٍ للدستور- وزارة جميل الألشي الانتدابية وكلف عطا الأيوبي، وجرت الانتخابات في حزيران/يونيو1943.
يقول هنري لورنس: «واستقرار فرنسا الحرة في المشرق يترافق مع نزاعٍ سياسيٍّ حادٍّ مع البريطانيين، فديجول يشتبه محقاً بأن لهم أطماعاً سياسية في سوريا ولبنان، وسرعان ما سوف يقوم الجنرال سبيرز الممثل البريطاني في بيروت بتقديم نفسه على أنه حامي القوميين [النخبة السياسية الفاعلة في سوريا]، وستعقب ذلك سلسلة من الأزمات ستمتد إلى نهاية الحرب. ومن بين الآثار السلبية لهذا الوضع سوف يسارع ديجول إلى تشبيه القوميين بأنهم دمىً بيد السياسة البريطانية في حين أنهم وبكثيرٍ من الذكاء سوف يتمكنون من استغلال التعارض التقليدي بين الدولتين العظمَييْن الأوروبيتين لصالحهم هم»
أعلنت النتائج في 7 آب/أغسطس، وشارك في التصويت 35% فقط من عموم الناخبين (حسب كاترو)؛ وكان ثلثا الفائزين ممن سبق انتخابهم في انتخابات 1936، وأفرزت النتائج فوز الكتلة الوطنية بغالبية المقاعد النيابية إلى جانب كتلٍ من المستقلين والعشائر والمحسوبين على الانتداب باسم «المعتدلين»، وانتخب المجلس شكري القوتلي رئيساً (17 آب/أغسطس1943) فكلف سعد الله الجابري فشكّل وزارةً (19 آب/أغسطس). كما جرت بالتوافق انتخابات مماثلة في لبنان.
وهي آخر انتخاباتٍ تجرى بنظام 1928 الذي ينصّ على أن تكون الانتخابات من درجتين حيث ينتخب الناخبون ممثلين أوليين عنهم على مستوى الأفضية (القضاء -أو المنطقة حسب التصنيف الإداري الحالي- هو الدائرة الانتخابية)، وهؤلاء بدورهم يقترعون على انتخاب نوابٍ عنهم للمجلس النيابي على مستوى المحافظات (المحافظة هي الدائرة الانتخابية).